# Angela Pleasence
Daphne Anne Angela Pleasence (Chapeltown, 30 settembre 1941) è un'attrice britannica.

## Vita privata
Suo padre era l'attore Donald Pleasence (1919-1995).

## Filmografia parziale

### Cinema
- Girando intorno al cespuglio di more (Here We Go Round the Mulberry Bush), regia di Clive Donner (1968)
- Gli ultimi 10 giorni di Hitler (Hitler: The Last Ten Days), regia di Ennio De Concini (1973)
- La bottega che vendeva la morte (From Beyond the Grave), regia di Kevin Connor (1974)
- Symptoms l'incubo dei sensi (Symptoms), regia di José Ramón Larraz (1974)
- The Godsend, regia di Gabrielle Beaumont (1980)
- Stealing Heaven, regia di Clive Donner (1988)
- Un pesce color rosa (The Favour, the Watch and the Very Big Fish), regia di Ben Lewin (1991)
- The Search for John Gissing, regia di Mike Binder (2001)
- Gangs of New York, regia di Martin Scorsese (2002)
- The Gigolos, regia di Richard Bracewell (2005)
- Sua Maestà (Your Highness), regia di David Gordon Green (2011)

### Televisione
- Coronation Street - serie TV, 4 episodi (1968)
- Le sei mogli di Enrico VIII (The Six Wives of Henry VIII) - miniserie TV, 2 episodi (1970)
- I miserabili (Les Misérables) - film TV (1978)
- The Barchester Chronicles - miniserie TV, 7 episodi (1982)
- Mansfield Park - miniserie TV, 6 episodi (1983)
- Una favola fantastica (A Christmas Carol) - film TV (1984)
- Silas Marner: The Weaver of Raveloe - film TV (1985)
- Anastasia - L'ultima dei Romanov (Anastasia: The Mystery of Anna) - miniserie TV, 2 episodi (1986)
- Il segreto di Pandora (September) - film TV (1996)
- Miss Marple (Agatha Christie's Marple) – serie TV, episodio 1x02 (2004)
- Whitechapel - serie TV, 6 episodi (2013)